# Трансплантација
Трансплантација или пресађивање представља замену нефункционалног органа путем хируршке интервенције. Овакве процедуре се најчешће изводе код животно угрожених особа (нпр. кардиомиопатија) и нешто ређе у циљу побољшања основног квалитета живота код хроничних болести које се могу третирати на овај начин. Трансплантациона медицина захтева посебну едукацију особља, специјалну опрему и свеобухватно преоперативно и постоперативно надгледање пацијента, како би се могућност одбацивања органа свела на најмању могућу меру. Правни и медицински критеријуми који одређују када се пресађиевање може извршити су строго регулисани законом.
Донори органа могу бити живи, можданo мртви или мртви због циркулаторне смрти. Ткиво се може добити од донатора који умру од циркулаторне смрти, као и мождане смрти – до 24 сата након престанка рада срца. За разлику од органа, већина ткива (са изузетком рожњаче) може бити сачувана и ускладиштена до пет година, што значи да се могу ставити у „банку“. Трансплантација поставља бројна биоетичка питања, укључујући дефиницију смрти, када и како треба дати сагласност за трансплантацију органа, и плаћање органа за трансплантацију. Остала етичка питања укључују трансплантацијски туризам (медицински туризам) и шире друштвено-економски контекст у којем се може одвити набавка или трансплантација органа. Посебан проблем је трговина органима. Ту је и етичко питање недавања лажне наде пацијентима.
Трансплантациона медицина је једна од најизазовнијих и најсложенијих области модерне медицине. Неке од кључних области за медицинско управљање су проблеми одбацивања трансплантата, током којих тело има имунски одговор на трансплантирани орган, што може довести до неуспеха трансплантације и потребе да се орган одмах уклони из примаоца. Када је могуће, одбацивање трансплантата се може смањити серотипизацијом како би се одредило најприкладније подударање донор-прималац и употребом имуносупресивних лекова.

## Терминологија
Прималац је оболела особа која добија орган од даваоца или донора, изузев у случају аутотрансплантације. Донор може бити жива (бубрег, јетра) или мождано преминула особа (сви органи и ткива).
Органи који се могу трансплантирати:
- јетра
- бубрег
- срце
- рожњача
- делови екстремитета
- кожа
- коштана срж
- лице
- зуби

### Пресађивање коштане сржи
На Институту за нуклеарне науке Винча, после низа пропуста у систему заштите на експерименталном реактору, 15. октобра 1958. догодила се хаварија у којој су технички сарадници Роксанда Дангубић, Драшко Грујић, Живорад Богојевић и Стијепо Хајдуковић, као и апсолвенти физике на ПМФ у Београду Живота Вранић (1934-1958) и Радојко Максић (1933) били изложени високој дози нуклеарног зрачења (неутронско и гама зрачење). Сви су били старости од 24 до 26 година. Највећој дози зрачења изложен је Живота Вранић, који је угасио реактор и тако спасао сигурне смрти остале колеге.
Шесторо озрачених су 16. октобра пребачени на Клинику „Кири” у Паризу. Тим лекара, под вођством онколога и професора Жоржа Матеа (фр. Georges Mathé) (1922—2010) је 11. новембра најпре извршио операцију пресађивања коштане сржи код Радојка Максића, а затим су оперисани и остали, осим Живорада Богојевића, на коме захват није било потребе да се изврши, пошто је најмање озрачен. Добровољни даваоци коштане сржи су били Парижани: Одит Драги, Рејмон Кастани, Марсел Пабиони, Албер Бајрон и лекар на клиници Леон Шварценберг. Захват је рађен само на основу крвне групе, без типизације ткива и представљао је велики ризик, како за примаоце, тако и за даваоце, који су пре операције обавештени да се можда неће пробудити из опште анестезије, јер није било познато у којој мери се таквом операцијом могло угрозити њихово здравље, пошто су до тада пресађивања коштане сржи рађена само експериментално на животињама.
Живота Вранић је преминуо убрзо после операције и тако постао прва жртва нуклеарног зрачења, која се у свету догодила након Другог светског рата и прва жртва са територије Југославије, док је осталих петоро пацијента спашено, они су наставили нормално да живе и раде, због чега се четири операције пресађивања коштане сржи које је извео Жорж Мате сматрају првим успешним операцијама ове врсте.

### Пресађивање лица
У новембру 2005. године рађена је прва трансплантација лица на свету. Францускињи Изабели Диноар, пас лабрадор је одгризао нос, усне и образе, у очајничком покушају да је пробуди, пошто је заспала након покушаја самоубиства узимањем прекомерне дозе лекова. Операција пресађивања делова лица донатора је обављена у једној болници у северној Француској и трајала је 15 сати.

## Поступак
Трансплантација органа обухвата следеће фазе:
- имунолошка типизација реципијента и донора,
- трансплантација,
- имуносупресивна терапија.

## Регенеративна медицина
Стварање органа из матичних ћелија је технологија за коју се очекује да ће у наредној деценији направити крупан помак. У Лесковцу је основана Специјална болница за лечење стерилитета која би требало да прерасте у Институт за матичне ћелије.

## Историјат трансплантација у Србији
Доктор Пјотр Васиљевич Колесников, руски емигрант, је 1926. године у Зајечару пресадио тестис осуђеника Илије Крајана свом остарелом колеги, зајечарском хирургу. Оваква процедура се данас не практикује.
Скупштина Републике Србије је 2009. донела Закон о трансплантацији органа и Закон о трансплантацији људских ткива и ћелија. Овим законом је забрањена трговина органима, рекламирање потреба за органима, оглашавање донирања, рекламирање здравствених установа и здравствених радника у средствима јавног информисања, у циљу сузбијања илегалне трговине људским органима, која је у свету узела великог маха.
Пресађивање органа у Србији сада се обавља у Војномедицинској академији, Клиничком центру Србије, клиничким центрима у Новом Саду и Нишу. Осим тога, на Институту за мајку и дете врши се пресађивање коштане сржи, а у Универзитетској дечјој клиници у Тиршовој у Београду трансплантације бубрега и јетре. Највише је забележено пресађивања бубрега. Према проценама стручњака, по броју обављених интервенција пресађивања, иза Србије се налазе Албанија, Црна Гора, Македонија и Босна и Херцеговина.